# Medalhistas olímpicos do pentatlo moderno

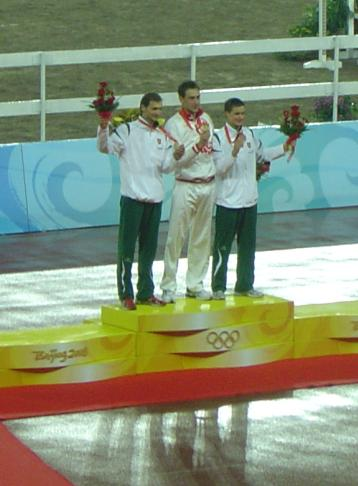
Pódio da prova masculina nos Jogos de 2008.

O pentatlo moderno é um esporte individual disputado em Jogos Olímpicos desde 1912. Reunindo esgrima, natação, hipismo, corrida e tiro, já teve disputas individuais masculina e feminina e por equipes masculinas. Estes são os medalhistas olímpicos do esporte:

## Programa atual

### Masculino
| Evento                           | Ouro                                  | Prata                                 | Bronze                                    |
| -------------------------------- | ------------------------------------- | ------------------------------------- | ----------------------------------------- |
| Estocolmo 1912 (detalhes)        | Gösta Lilliehöök SWE Suécia           | Gösta Åsbrink SWE Suécia              | Georg de Laval SWE Suécia                 |
| Antuérpia 1920 (detalhes)        | Gustaf Dyrssen SWE Suécia             | Erik de Laval SWE Suécia              | Gösta Runö SWE Suécia                     |
| Paris 1924 (detalhes)            | Bo Lindman SWE Suécia                 | Gustaf Dyrssen SWE Suécia             | Bertil Uggla SWE Suécia                   |
| Amsterdã 1928 (detalhes)         | Sven Thofelt SWE Suécia               | Bo Lindman SWE Suécia                 | Helmut Kahl GER Alemanha                  |
| Los Angeles 1932 (detalhes)      | Johan Gabriel Oxenstierna SWE Suécia  | Bo Lindman SWE Suécia                 | Richard Mayo USA Estados Unidos           |
| Berlim 1936 (detalhes)           | Gotthard Handrick GER Alemanha        | Charles Leonard USA Estados Unidos    | Silvano Abba ITA Itália                   |
| Londres 1948 (detalhes)          | William Grut SWE Suécia               | George Moore USA Estados Unidos       | Gösta Gärdin SWE Suécia                   |
| Helsinque 1952 (detalhes)        | Lars Hall SWE Suécia                  | Gábor Benedek HUN Hungria             | István Szondi HUN Hungria                 |
| Melbourne 1956 (detalhes)        | Lars Hall SWE Suécia                  | Olavi Mannonen FIN Finlândia          | Väinö Korhonen FIN Finlândia              |
| Roma 1960 (detalhes)             | Ferenc Németh HUN Hungria             | Imre Nagy HUN Hungria                 | Robert Beck USA Estados Unidos            |
| Tóquio 1964 (detalhes)           | Ferenc Török HUN Hungria              | Igor Novikov URS União Soviética      | Albert Mokeyev URS União Soviética        |
| Cidade de México 1968 (detalhes) | Björn Ferm SWE Suécia                 | András Balczó HUN Hungria             | Pavel Lednyov URS União Soviética         |
| Munique 1972 (detalhes)          | András Balczó HUN Hungria             | Boris Onishchenko URS União Soviética | Pavel Lednyov URS União Soviética         |
| Montreal 1976 (detalhes)         | Janusz Pyciak-Peciak POL Polônia      | Pavel Lednyov URS União Soviética     | Jan Bártu TCH Checoslováquia              |
| Moscou 1980 (detalhes)           | Anatoli Starostin URS União Soviética | Tamás Szombathelyi HUN Hungria        | Pavel Lednyov URS União Soviética         |
| Los Angeles 1984 (detalhes)      | Daniele Masala ITA Itália             | Svante Rasmuson SWE Suécia            | Carlo Massullo ITA Itália                 |
| Seul 1988 (detalhes)             | János Martinek HUN Hungria            | Carlo Massullo ITA Itália             | Vakhtang Iagorashvili URS União Soviética |
| Barcelona 1992 (detalhes)        | Arkadiusz Skrzypaszek POL Polônia     | Attila Mizsér HUN Hungria             | Eduard Zenovka EUN Equipa Unificada       |
| Atlanta 1996 (detalhes)          | Alexander Parygin KAZ Cazaquistão     | Eduard Zenovka RUS Rússia             | Janos Martinek HUN Hungria                |
| Sydney 2000 (detalhes)           | Dmitri Svatkovskiy RUS Rússia         | Gábor Balogh HUN Hungria              | Pavel Dovgal BLR Bielorrússia             |
| Atenas 2004 (detalhes)           | Andrey Moiseyev RUS Rússia            | Andrejus Zadneprovskis LTU Lituânia   | Libor Capalini CZE República Checa        |
| Pequim 2008 (detalhes)           | Andrey Moiseyev RUS Rússia            | Edvinas Krungolcas LTU Lituânia       | Andrejus Zadneprovskis LTU Lituânia       |
| Londres 2012 (detalhes)          | David Svoboda CZE República Checa     | Cao Zhongrong CHN China               | Ádám Marosi HUN Hungria                   |
| Rio 2016 (detalhes)              | Aleksander Lesun RUS Rússia           | Pavlo Tymoshchenko UKR Ucrânia        | Ismael Hernández MEX México               |
| Tóquio 2020 (detalhes)           | Joe Choong GBR Grã-Bretanha           | Ahmed El-Gendy EGY Egito              | Jun Woong-tae KOR Coreia do Sul           |
| Paris 2024 (detalhes)            | Ahmed El-Gendy EGY Egito              | Taishu Sato JPN Japão                 | Giorgio Malan ITA Itália                  |

### Feminino
| Evento                  | Ouro                            | Prata                            | Bronze                                 |
| ----------------------- | ------------------------------- | -------------------------------- | -------------------------------------- |
| Sydney 2000 (detalhes)  | Stephanie Cook GBR Grã-Bretanha | Emily de Riel USA Estados Unidos | Kate Allenby GBR Grã-Bretanha          |
| Atenas 2004 (detalhes)  | Zsuzsanna Vörös HUN Hungria     | Jeļena Rubļevska LAT Letônia     | Georgina Harland GBR Grã-Bretanha      |
| Pequim 2008 (detalhes)  | Lena Schöneborn GER Alemanha    | Heather Fell GBR Grã-Bretanha    | Anastasiya Samusevich BLR Bielorrússia |
| Londres 2012 (detalhes) | Laura Asadauskaitė LTU Lituânia | Samantha Murray GBR Grã-Bretanha | Yane Marques BRA Brasil                |
| Rio 2016 (detalhes)     | Chloe Esposito AUS Austrália    | Élodie Clouvel FRA França        | Oktawia Nowacka POL Polônia            |
| Tóquio 2020 (detalhes)  | Kate French GBR Grã-Bretanha    | Laura Asadauskaitė LTU Lituânia  | Sarolta Kovács HUN Hungria             |
| Paris 2024 (detalhes)   | Michelle Gulyás HUN Hungria     | Élodie Clouvel FRA França        | Seong Seung-min KOR Coreia do Sul      |

## Eventos passados

### Equipes masculinas
| Evento                           | Ouro                                                                  | Prata                                                                    | Bronze                                                           |
| -------------------------------- | --------------------------------------------------------------------- | ------------------------------------------------------------------------ | ---------------------------------------------------------------- |
| Helsinque 1952 (detalhes)        | Gábor Benedek Aladár Kovácsi István Szondy HUN Hungria                | Lars Hall Torsten Lindqvist Claes Egnell SWE Suécia                      | Olavi Mannonen Lauri Vilkko Olavi Rokka FIN Finlândia            |
| Melbourne 1956 (detalhes)        | Igor Novikov Aleksandr Tarasov Ivan Deryugin URS União Soviética      | George Lambert William Andre Jack Daniels USA Estados Unidos             | Olavi Mannonen Vaino Korhonen Berndt Katter FIN Finlândia        |
| Roma 1960 (detalhes)             | Ferenc Németh Imre Nagy András Balczó HUN Hungria                     | Igor Novikov Nikolay Tatarinov Hanno Selg URS União Soviética            | Robert Beck George Lambert Jack Daniels USA Estados Unidos       |
| Tóquio 1964 (detalhes)           | Igor Novikov Albert Mokeyev Viktor Mineyev URS União Soviética        | James Moore David Kirkwood Paul Pesthy USA Estados Unidos                | Ferenc Török Imre Nagy Ottó Török HUN Hungria                    |
| Cidade do México 1968 (detalhes) | András Balczó István Móna Ferenc Török HUN Hungria                    | Boris Onishchenko Pavel Lednyov Stasys Šaparnis URS União Soviética      | Raoul Gueguen Lucien Guiguet Jean-Pierre Giudicelli FRA França   |
| Munique 1972 (detalhes)          | Boris Onishchenko Pavel Lednyov Vladimir Shmelyov URS União Soviética | András Balczó Zsigmond Villányi Pál Bakó HUN Hungria                     | Risto Hurme Veikko Salminen Martti Ketelä FIN Finlândia          |
| Montreal 1976 (detalhes)         | Jim Fox Danny Nightingale Adrian Parker GBR Grã-Bretanha              | Ján Bártu Bohumil Starnovský Jiří Adam TCH Checoslováquia                | Tamás Kancsal Tibor Maracskó Szvetiszláv Sasics HUN Hungria      |
| Moscou 1980 (detalhes)           | Anatoli Starostin Pavel Lednyov Yevgeny Lipeyev URS União Soviética   | Tamás Szombathelyi Tibor Maracskó László Horváth HUN Hungria             | Svante Rasmuson Lennart Pettersson George Horvath SWE Suécia     |
| Los Angeles 1984 (detalhes)      | Daniele Masala Pier Paolo Cristofori Carlo Massullo ITA Itália        | Michael Storm Robert Gregory Losey Dean Glenesk USA Estados Unidos       | Paul Four Didier Boube Joël Bouzou FRA França                    |
| Seul 1988 (detalhes)             | János Martinek Attila Mizsér László Fábián HUN Hungria                | Carlo Massullo Daniele Masala Gianluca Tiberti ITA Itália                | Richard Phelps Dominic Mahony Graham Brookhouse GBR Grã-Bretanha |
| Barcelona 1992 (detalhes)        | Arkadiusz Skrzypaszek Dariusz Goździak Maciej Czyżowicz POL Polônia   | Anatoli Starostin Dmitri Svatkovskiy Eduard Zenovka EUN Equipa Unificada | Gianluca Tiberti Carlo Massullo Roberto Bomprezzi ITA Itália     |